# Ɖ (буква африканских алфавитов)
Ɖ, ɖ (D с ретрофлексным крюком, в Юникоде заглавная буква называется африканская D) — буква расширенной латиницы. Используется в некоторых африканских языках, где обозначает звонкий ретрофлексный взрывной согласный — языках аджа (ажа, ажагбе), басса, фон (фонгбе), эве. Была включена в международный африканский алфавит, алфавит для национальных языков Бенина, африканский эталонный алфавит. Также используется в международном фонетическом алфавите для обозначения того же звука.
Её не следует путать с буквой Đ со штрихом, используемой в гаевице, водском алфавите, северносаамском языке, вьетнамском алфавите, и буквой «эт», используемой в исландском, фарерском и древнеанглийском языках.